# Konitsa
Konitsa (in greco Κόνιτσα?, in albanese Konica) è un comune della Grecia situato nella periferia dell'Epiro (unità periferica di Giannina) con 7648 abitanti secondo i dati del censimento 2001.
A seguito della riforma amministrativa detta piano Kallikratis in vigore dal gennaio 2011 che ha abolito le prefetture e accorpato numerosi comuni, la superficie del comune è ora di 951 km² e la popolazione è passata da 6225 a 7648 abitanti.